# Mudcrutch
Mudcrutch es una banda de rock sureño de Gainesville (Florida), conocida por ser el precursor de Tom Petty and the Heartbreakers.

## Historia

### Primeros años
Mudcrutch fue formado en 1970 por Tom Petty y Tom Leadon, quienes habían tocado juntos en una banda llamada The Epics. La formación de Mudcrutch estuvo integrada por Tom Petty (bajo y voz), Tom Leadon (guitarra y coros), Jim Lenehan (voz), Randall Marsh (batería) y Mike Campbell (guitarra). Leadon y Lenehan abandonaron el grupo en 1972 y fueron reemplazados por Danny Roberts y por el teclista Benmont Tench.
En 1974, Mudcrutch firmó un contrato discográfico con Shelter Records y se trasladó a Los Ángeles. El grupo publicó un sencillo, «Depot Street», en 1975, que no entró en ninguna lista de éxitos. Después del abandono de Danny Roberts, Petty invitó a Charlie Souza como bajista y el grupo continuó grabando en los Tulsa Studios de Leon Russell, y posteriormente en el hogar de Russell en Encino. Sin embargo, Shelter Records rompió el contrato con el grupo a finales de 1975, tras lo cual Petty, Campbell y Tench formaron Tom Petty and the Heartbreakers en 1976 junto a Stan Lynch y Ron Blair.

### Reformación
En agosto de 2007, Tom Petty invitó a Randall Marsh y a Tom Leadon, miembros originales de Mudcrutch, para reformar Mudcrutch. El grupo, aumentado con Tench y Campbell, grabó un álbum, Mudcrutch, publicado por Reprise Records en abril de 2008. Según Tom Leadon: «Solíamos tocar y luego simplemente hablábamos sobre los viejos tiempos». El grupo salió de gira por California para promocionar el álbum entre abril y mayo de 2008.
El 11 de noviembre de 2008, el grupo publicó el EP Extended Play Live. Todas las canciones fueron grabadas en directo en abril de 2008. El mismo día, el canal de televisión VH1 Classic emitió un documental sobre el grupo.
En 2013, Petty anunció que estaba trabajando en nuevo material con Mudcrutch con vistas a publicarlo a finales de 2014.
En 2017, la banda se disuelve tras la muerte de Tom Petty, causada por un ataque cardíaco.

## Discografía

### Álbumes
- 2008: Mudcrutch
- 2008: Extended Play Live
- 2016: Mudcrutch 2

### Sencillos
- 1971: "Up in Mississippi Tonight" b/w "Cause Is Understood" (Pepper 9449)
- 1975: "Depot Street" b/w "Wild Eyes" (Shelter SR-40357)
- 2008: "Scare Easy"